# Cogumelo Records
Cogumelo Records (também conhecida como Cogumelo Discos e Fitas e Cogumelo Produções) é uma gravadora independente brasileira de Belo Horizonte, Minas Gerais, fundada em 1980 originalmente como uma loja de discos especializada em rock; e, que cinco anos depois transformou-se num selo fonográfico para o lançamento do álbum split Bestial Devastation / Século XX entre Sepultura e Overdose.